# Casa Martines (Cardona)
La Casa Martines és un element arquitectònic històric (s.XII) que podem trobar a la vila de Cardona.
Situada entre el carrer del Mercat (actual carrer Escassany) i la plaça Jussana (actual plaça de Santa Eulàlia), la seva situació era a l'epicentre de la vila primigènia, a la intersecció entre els tres camins principals que arribaven fins a Cardona i la pujada d'accés al castell. Es troba a tocar del conjunt d'edificacions que, entre els segles XII-XIII, urbanitzaren l'espai situat entre lHospital de Pobres i l'església de Sant Miquel i el Mercadal, configurant el vial que portava fins a l'esmentada església com el principal vial del nucli primigeni de la vila de Cardona.
Es tracta d'un casal d'època gòtica (amb documentació del 15 de febrer de 1126) que l'any 1594 va ser comprat pel doctor en dret Miquel Martines. Des de llavors i fins al 1727, va ser la llar d'aquesta família de juristes i metges que van tenir un notable protagonisme local en el transcurs de les guerres dels Segadors i de Successió. Fou en el decurs del setge del 1711 quan la casa va ser escenari de la defensa de la vila per part de Manel Desvalls i els seus enfront de les tropes borbòniques. Desvalls per poder escapar va saltar per la finestra, sent agafat pres, però un ràpid contraatac des del castell va alliberar-lo i retornar-lo a la fortalesa.
A la primera meitat del segle xix la casa fou dividida i venuda dins la parcel·lació que ha mantingut fins a l'actualitat.